# Montparnasse-Pondichéry
Pour plus de détails, voir Fiche technique et Distribution.
Montparnasse-Pondichéry est une comédie romantique française d'Yves Robert sortie en 1993.

## Synopsis
Une mère de famille accomplie retourne à l'école, un vieux trompettiste aussi. Et c'est la traversée du miroir, une odyssée, deux voyages qui se superposent. Celui de Pondichéry où la mère de famille doit enseigner son art, et l'autre, le voyage symbolique, qui est en fait le sujet du film, du retour à l'enfance.

## Fiche technique
Sauf indication contraire, les informations mentionnées dans cette section peuvent être confirmées par la base de données cinématographiques Unifrance,  présente dans la section « Liens externes ».
- Titre original : Montparnasse-Pondichéry
- Réalisateur : Yves Robert
- Assistant au réalisateur : François Basset
- Scénariste : Frédéric Lasaygues, Yves Robert
- Son : Pierre Lenoir
- Compositeur : Vladimir Cosma
- Décors : Jacques Dugied
- Costumes : Marie-Claude Herry
- Directeur de la photographie : Robert Alazraki
- Sociétés de production : Zazi Films, Gaumont, Les Productions de la Guéville, TF1 Films Production
- Durée : 103 minutes (1h43)
- Genre : comédie romantique
- Date de sortie :
- France : 12 janvier 1994
- Entrées France : 298 266
- Lieux de tournage : Le lycée Buffon dans le 15ème arrondissement de Paris

## Distribution
- Miou-Miou : Julie François
- Yves Robert : Léopold Bonhomme dit Léo
- André Dussollier : Bertin, le professeur de philosophie
- Judith Magre : Mme Chamot, professeur de mathématiques
- Jacques Perrin : Raoul Marquet
- Maxime Leroux : Felix
- Éric Berger : Le petit-fils de Léo
- Geneviève Fontanel : Mme Meriel
- Yann Pradal
- Anne-Marie Philipe : Mme Corot, la professeur de dessin
- Amanda Rubinstein : Sarah, une élève
- Lisa Martino : Hélèna, la fille de Julie
- Nicolas Giraudi : Dominique Rivière, un élève amoureux de Julie